# 자폐인 대상 학교폭력
자폐인 대상 학교폭력은 자폐인을 대상으로 하는 학교폭력이다.

## 원인

### 취약성
학교폭력에 있어 취약 계층으로 자폐인을 비롯한 장애 학생들이 자리하는 이유에 대해 3 가지로 요약해 볼 수 있다. 먼저, 장애 학생이 지닌 신체적, 혹은 인지적인 손상으로 인한 문제이다. 즉, 장애 학생의 타인조망능력의 부족으로 사회적인 처신의 문제(예, 눈치 없는 행동이나 관종짓을 한다거나 말을 하거나 타인의 입장을 헤아리지 못하여 발생하는 갈등 등) 등으로 폭력을 당하거나, 학교폭력을 당했을 때 자신을 옹호하거나 저항하는 능력이 부족하여 학교폭력의 표적이 되기도 한다. 그리고 장애학생의 일반학교에서의 배치가 늘면서 폭행과 따돌림 등의 학교폭력의 피해자가 될 가능성 역시 높아지고 있는 실정이다. 둘째, 장애학생들이 지닌 기질적인 문제에 기인하기도 한다는 점이다. 간헐적으로 장애학생이 가진 기질적인 또는 정서행동적인 특징으로 인해 당면한 문제를 공격적인 방법(또는 폭력이나 강한 저항 등)으로 표출하여 학교폭력의 가해자로 지목되는 경우도 있다. 셋째, 폭력의 피해현황을 살펴보더라도 통합교육에 참여하고 있는 장애학생이 비장애학생보다 학교폭력에의 노출 정도가 높게 나타나고 있다는 점은 간과하기 어려운 일이다. 이와 관련하여 김신예는 지적장애학생들은 일반학생들이 괴롭히더라도 보복이 적고 또래 상호작용에 있어 동질감보다 이질감이 많이 들기 때문에 학교폭력에 있어 더욱 쉽게 노출되고 있다. 하지만 폭행을 당해도 의사표현과 전달을 제대로 하지 못하는 경우가 많아 사실상 폭력이나 폭행에 무방비 상태로 노출되고 있다고 해석하였다.

### 장애학생이 학교폭력을 인지하지 못해서 발생하는 어려움
1. 시간 흐름이나 인과 관계의 불명료성으로 인해 싸움의 원인이 뚜렷하지 않음
2. 학교 폭력을 자신에 대한 관심이라고 생각하는 태도
3. 학교 폭력의 인지가 어려워 신고가 늦어짐으로써 피해가 심각해짐
4. 장애학생 스스로 학교 폭력에서 벗어나는 능력 부족
5. 장애아 진술의 일관성, 신빙성, 구체성 결여로 인한 피해 사실 축소 및 욕구 파악의 어려움

## 폭력의 종류
자폐인에 대한 학교폭력은 크게 신체·물리적 폭력, 언어적 폭력, 관계에 의한 폭력, 사이버 폭력이 있다. 피해 자폐인 학생들은 언어적 폭력은 58%, 관계에 의한 폭력은 36%, 신체·물리적 폭력은 30%, 사이버 폭력은 87%를 경험한다.
언어적 폭력 및 사회적 폭력 이외에도 고의로 자폐인을 소외 시키는 폭력도 존재한다.
자폐스펙트럼을 겪고 있는 학생들은 학교폭력을 겪고 있으며, 그 중 한 가지 논문에 따르면 자폐 아동의 절반은 상호 관계를 바탕으로 한 관계가 형성되었다는 사실이 있다. 학교 내 교사 보고서에 따르면 학교에서 사회적으로 '덜' 손상된 자폐 아동들은 사회적인 다른 피해를 경험한 아동보다 더 '높은 수준의 피해'를 경험했다.

## 발생 빈도
트런들 박사의 공동 연구팀이 자폐인 폭력 경험률을 메타분석한 연구에 따르면 자폐인의 44%가 학교폭력의 피해자인 것으로 추정되었다. 박인환 연구팀의 분석에 따르면 67%가 피해자인 것으로 추정하였다.
이러한 피해 비율은 같은 세대의 비장애 학생의 10% 가량만 경험하는 것에 비하여 자폐인 학생들은 그 피해를 4배 이상 경험하는 등 피해 비율에서는 큰 차이를 보이고 있다.
자폐인인 어린이가 학교에서 때때로 학교 폭력을 겪는다. 스티븐 쇼어는 자폐 스팩트럼으로 진단된 사람이 학교를 다닐 때 겪은 폭력의 상황을 "괴롭힘과 사회적 소외"라고 표현한다고 밝혔다. 대략 63%의 미국 학교에 있는 자폐 스팩트럼 당사자는 다른 사람으로부터 괴롭힘을 당하였다. 그리고 자폐인의 경우 성폭력의 피해자가 되기 쉽다. 왜냐하면 성적인 관계를 이해하는 것이 어렵기 때문이다. 그리고 물리적 폭력과 절도또한 존제한다.
이탈리아 재단 'Bambini e autism'이 시행한 설문에 따르면, 유치원과 초등학교 학령기에는 학교를 다니더라도 학교 폭력 피해를 받는 경우가 비교적 적지만 상위 학령기에는 흔하다. 모하마드 가지우딘에 따르면, 이러한 학교폭력은 중학교부터 심각해진다. (9세와 13세 사이)

## 학교의 대처
자폐인 학교 폭력 문제에 대한 학교의 대처 방안은 다음과 같다.
1. 자폐인에 대한 학교 폭력 해결은 매우 다면적으로 접근해야 한다. 자폐인의 사회적 기술 및 이해 개발을 위한 직접적 개입 뿐만아니라, 학교의 시스템과 관행 역시 포괄적인 개선할 필요가 있다.
2. 자폐인과 전형인을 분리시키는 환경을 조성하는 것은 장기적인 관점에서 오히려 자폐인을 사회적으로 소외시키는 결과를 가져오며,(장애 지원 직원이 자폐인을 지원하는 경우엔 학교 폭력 노출과 예방에는 도움이 되나, 사회적 상호작용 능력 향상에는 부정적 영향을 주어 자폐인과 사회 사이 거리를 증가시키는 경향이 있다.) 전형인과 적절히 공존할 수 있는 환경을 조성하는 것이 무엇보다 중요하다.
3. 학교는 자폐에 대한 교육을 통해 전형인 집단의 자폐 인식 개선 효과를 이끌어낼 수 있다. 자폐에 대한 기본적 정보 뿐만 아니라, 적절한 감독 하에 또래들끼리 토론하는 모임을 조성하면 자폐인에 대한 공감 효과에 영향을 준다고 한다. (교육 시기는 빠를 수록 좋으며, 장기적으로 개입할 수록 효과적이다.)
4. 학교 폭력 문제는 교사의 태도에도 영향을 많이 받는다. 학교 폭력에 대한 교사의 신념은 크게 세 가지로 나뉜다. 피해자가 가해자에게 적극적으로 맞서도록 조언하는 '적극적 그룹', 괴롭힘이 사회 발달의 자연스러운 부분이며, 지속적으로 부정적 결과를 초래하지 않는다고 보는 '규범적 그룹', 가능한 위험 상황을 회피하도록 하는 '회피 그룹'. 이러한 차이는 학교 폭력을 예방하는 전략에도 세부적으로 영향을 미친다. 교사-학생 사이가 긍정적일수록 학교 폭력 문제 사건이 줄어드는 경향이 있으며, 이에 긍정적 영향을 미치는 교사의 자질은 다음과 같다. 그들은 관용·수용·차이·개성에 대해 격려하며,  자폐인에 대해 존중, 공감하는 태도를 보인다.
5. 결론적으로, 자폐인에 대한 학교 폭력 문제 예방을 위해선 적절한 학교 문화 개발이 가장 중요하다. 이는 자폐 아동을 보호할 수 있는 핵심자원이며, 자폐 뿐만 아니라 모든 형태의 다양성·차이에 대한 존중을 이끌어낼 수 있을 것이다. 또한 학교는 자폐친화적인 환경 조성을 위하여 노력하여야 한다. 실제로 자폐인들이 더러 취약한 불안을 유발하는 물리적 환경을 조절하면 자폐 아동들이 전형인들에게 긍정적으로 보이는 사회적 환경은 자연스레 조성될 것이다.

## 사회의 대처
대한민국 교육부 국립특수교육원에서는 대한민국 권역에서 장애학생 인권보호 지원센터 및 장애학생 인권침해 신고센터를 운영하고 있다.

## 지속되는 문제

### 가스라이팅
자폐인에 대한 학교 폭력에서 지속되는 문제 가운데 하나는 피해를 당한 자폐인이 마치 폭력의 원인을 제공하여 문제가 있다고 가스라이팅을 당하는 경우이다. 이러한 대처는 폭력을 행사한 가해자 뿐만 아니라 자폐인의 보호자인 부모나 교사에 의해서도 폭력에 적극적으로 대항하거나 하지 말고 자리를 피하라는 식의 훈육으로 나타나기도 한다. 이러한 과정을 통해서 자폐인은 자신이 받은 피해의 책임이 자신에게 있다고 생각하거나 위축되어 스스로에 대한 자긍심마저 줄어들게 된다.

### 학교 부적응
자폐인 대상 학교 폭력의 피해로 인하여 자폐인 학생들은 등교 거부, 전학 요구, 사회적 관계 기술 등의 퇴보의 피해를 경험하게 된다.

## 참고문헌
- 이고운; 정선아 (2016년 9월 30일). “통합교육 현장에서 고기능의 자폐스펙트럼장애 학생의 학교폭력 경험과 대처”. 《대한통합의학회》 4 (3): 69-79. doi:10.15268/ksim.2016.4.3.069.
- Humphrey, Neil; Hebron, Judith (2015년 8월 3일). “Bullying of children and adolescents with autism spectrum conditions: a ‘state of the field’ review”. 《International Journal of Inclusive Education》 19 (8): 845-862. doi:10.1080/13603116.2014.981602.
- Trundle, Grace; Jones, Katy A.; Ropar, Danielle; Egan, Vincent (2022년 5월 6일). “Prevalence of Victimisation in Autistic Individuals: A Systematic Review and Meta-Analysis”. 《Trauma, Violence, & Abuse》. doi:10.1177/15248380221093689.
- Park, Inhwan; Gong, Jared; Lyons, Gregory L.; Hirota, Tomoya; Takahashi, Michio; Kim, Bora; Lee, Seung-yeon; Kim, Young Shin; Lee, Jeongsoo; Leventhal, Bennett L. (2020). “Prevalence of and Factors Associated with School Bullying in Students with Autism Spectrum Disorder: A Cross-Cultural Meta-Analysis”. 《Yonsei Medical Journal》 61 (11). doi:10.3349/ymj.2020.61.11.909. PMID 33107234. 2023년 6월 17일에 확인함.